# Brigach
Brigach er en flod i delstaten Baden-Württemberg i det sydlige Tyskland og er den korteste af de to floder, som danner Donau. Brigach har sit udspring i en højde af 925 meter over havet i St. Georgen i Schwarzwald. Undervejs passerer Brigach byen Villingen-Schwenningen og efter 43 kilometer løber den sammen med Breg i Donaueschingen og fortsætter herfra som Donau.